# Strongall
Le Strongall © est un concept de construction de coques de voiliers en aluminium sans renforcement par des couples et varangues. Son nom est une contraction de l'anglais strong et de all pour aluminium.

## Description
Le procédé consiste à déformer des tôles épaisses d'aluminium dans la limite de leur élasticité et de les souder ensemble. Il a été développé et breveté en 1977 par le chantier naval Meta (ex constructeur de charpentes métalliques),. Son nom est une contraction de l'anglais strong et de all pour aluminium.

## Exemples
Le Joshua est un ketch en acier de Bernard Moitessier, avec lequel il participe au Golden Globe Challenge en 1968-1969. En 1963 le chantier Meta, dirigé par Joseph Fricaud (fils de Jean) s'installe à Tarare (Rhône) où plus de 70 exemplaires de type Joshua sont construits, en acier ou en aluminium selon le procédé Strongall.
Le chanteur-navigateur Antoine fit construire en Strongall son deuxième monocoque Voyage, un sloop de 10,05 m, puis son catamaran Banana Split, comme Philippe Poupon son ketch de 16,5 m Fleur Australe, José Bové pour le Petit Monde. Tous ont été construits au chantier Meta de Tarare.